# إيف بونيت
إيف بونيت (بالفرنسية: Yves Bonnet) (و. 1935 – م) هو سياسي، من فرنسا، هو عضوٌ في الاتحاد من أجل الديمقراطية الفرنسية.

## مناصب
تولى منصب عضو الجمعية الوطنية الفرنسية.

## التعليم
تعلم في معهد الدراسات السياسية بباريس.